# Estádio Olímpico de Roma
O Estádio Olímpico de Roma (em italiano: Stadio Olimpico di Roma) é a principal e maior estrutura esportiva de Roma, localizado no complexo esportivo do Foro Italico, na parte norte da cidade. O estádio, de propriedade do Comitê Olímpico Nacional Italiano (CONI), é destinado principalmente ao futebol - recebe as partidas de AS Roma e SS Lazio, além da final da Coppa Italia - e ao atletismo, mas ocasionalmente hospeda concertos de música e eventos de vários gêneros.
Em 2012 a seleção italiana de rugby disputou suas partidas mandantes do Seis Nações no Olímpico, haja vista a indisponibilidade do estádio Flamínio.
No curso da sua história foi submetido a três substanciais reestruturações e a uma completa revitalização.

## História
Ao longo do tempo, o Estádio Olímpico sofreu três substanciais mudanças e uma total revitalização.

### 1937, oEstádio dos Ciprestes
Na sua primeira forma o estádio (à época chamado Estádio dos Ciprestes - "Stadio dei Cipressi") foi projetado e construído no âmbito do mais amplo projeto da Cidade do Esporte chamada Foro Mussolini (renomeada Foro Italico depois da guerra). Os trabalhos começaram em 1928 e terminaram em 1937.

### 1953, oEstádio dos Cem-mil; 1960, oEstádio Olímpico
Em dezembro de 1950 foram abertos os canteiros para a reconstrução do Estádio Olímpico para adaptá-lo à capacidade de cem mil pessoas (por este motivo "Stadio dei Centomila", como era chamado até 1960) com vistas às XVII Olimpíadas.
O estádio foi inaugurado em 17 de maio de 1953 com a partida de futebol entre as seleções nacionais de Itália e Hungria.
Durante as Olimpíadas de 1960 o estádio foi a sede das cerimônias de abertura e encerramento e das competições de atletismo.

### 1990, o novoEstádio Olímpico
Para o Campeonato Mundial de futebol de 1990 o Olímpico foi inteiramente demolido, à exceção da Tribuna Tevere, e reconstruído em cimento armado; as curvas foram aproximadas ao campo em nove metros. As arquibancadas foram integralmente protegidas por uma cobertura branca em estilo árabe e foram colocados assentos de plástico roxo cintilante e dois novos porcos da índia. Ao fim dos trabalhos, a capacidade oficial era superior a 80.000 espectadores. Na Copa do Mundo, o estádio recebeu quatro jogos da Itália e a final entre Alemanha Ocidental e Argentina.

### 2008, o reparo do Estádio
Para hosperdar a final da Liga dos Campeões em 2009, o estádio recebeu alguns reparos. O planejamento começou em 2007 e ano seguinte foram concluídas as revitalizações para atender às normas da UEFA. A reforma deixou a capacidade com os atuais 70.644 lugares.

## Jogo inaugural[3]
| Data               | Torneio      | 1ª seleção | Placar | 2ª seleção | Público |
| ------------------ | ------------ | ---------- | ------ | ---------- | ------- |
| 17 de Maio de 1953 | Dr. Gerö Cup | Itália     | 0 – 3  | Hungria    | 80,000  |

## Principais partidas

### Jogos Olímpicos de Verão de 1960
| Data           | Fase  | 1ª seleção | Placar | 2ª seleção | Público |
| -------------- | ----- | ---------- | ------ | ---------- | ------- |
| 10 de setembro | Final | Iugoslávia | 3 – 1  | Dinamarca  | 40,000  |

### Copa do Mundo de 1990
| Data        | Fase              | 1ª seleção | Placar | 2ª seleção         | Público |
| ----------- | ----------------- | ---------- | ------ | ------------------ | ------- |
| 9 de junho  | 1ª Fase - Grupo A | Itália     | 1 – 0  | Áustria            | 73,303  |
| 14 de junho | 1ª Fase - Grupo A | Itália     | 1 – 0  | Estados Unidos     | 73,423  |
| 19 de junho | 1ª Fase - Grupo A | Itália     | 2 – 0  | Tchecoslováquia    | 73,303  |
| 25 de junho | Oitavas de Final  | Itália     | 2 – 0  | Uruguai            | 73,303  |
| 8 de julho  | Final             | Argentina  | 0 – 1  | Alemanha Ocidental | 73,603  |

### UEFA Euro 2020
| Data                | Fase              | 1ª seleção | Placar | 2ª seleção    | Público |
| ------------------- | ----------------- | ---------- | ------ | ------------- | ------- |
| 11 de junho de 2021 | 1ª Fase - Grupo A | Turquia    | 0 – 3  | Itália        | 12,916  |
| 16 de junho de 2021 | 1ª Fase - Grupo A | Itália     | 3 – 0  | Suíça         | 12,445  |
| 20 de junho de 2021 | 1ª Fase - Grupo A | Itália     | 1 – 0  | País de Gales | 11,541  |
| 3 de julho de 2021  | Quartas de Final  | Ucrânia    | 0 – 4  | Inglaterra    | 11,880  |